# Rölanda landskommun
Rölanda landskommun var en tidigare kommun i Älvsborgs län.

## Administrativ historik
Kommunen inrättades i Rölanda socken i Vedbo härad i Dalsland när 1862 års kommunalförordningar trädde i kraft den 1 januari 1863.
Vid kommunreformen 1952 uppgick den i Dals-Eds landskommun som 1971 ombildades till Dals-Eds kommun.

## Politik

### Mandatfördelning i Rölanda landskommun 1938-1946
| 16 | 4 |

| 20 |

| 2 | 10 | 4 | 4 |

| 19 |

| 1 | 14 | 3 | 2 |

| 20 |